# Anitra
Anitra är ett kvinnonamn skapat av den norske författaren Henrik Ibsen. Anitra var en beduinflicka i versdramat Peer Gynt från 1867.
Den 31 december 2014 fanns det totalt 45 kvinnor folkbokförda i Sverige med namnet Anitra, varav 17 bar det som tilltalsnamn.
Namnsdag i Sverige: saknas

## Personer med namnet Anitra
- Anitra Ford, amerikansk tv-skådespelerska
- Anitra Steen, svensk direktör, gift med Göran Persson